# 韋子粲
韋 子粲（い しさん、生没年不詳）は、北魏末から北斉にかけての官僚。字は暉茂。本貫は京兆郡杜陵県。

## 経歴
北魏の都水使者の韋雋（韋閬の子の韋範の子）の子として生まれた。斉王蕭宝寅が雍州刺史となると、召し出されて府主簿となり、録事参軍に転じた。蕭宝寅が反乱を起こすと、子粲は弟の韋子爽とともに逃亡した。京兆郡功曹史となり、大行台郎中に累進して、爾朱天光に従った。孝武帝が長安に入ると、子粲はこれに従って、行台左丞・南汾州刺史を歴任した。元象元年（538年）、東魏の大都督賀抜仁の攻撃を受けて南汾州を攻め落とされ、子粲は捕らえられた。晋陽に送られ、許されて高歓に仕えた。武定末年、南兗州刺史となった。北斉の天保初年、西僰県男に封じられた。後に豫州刺史をつとめて、死去した。諡は忠といった。
子粲の兄弟は13人いたが、子粲が南汾州を失陥して東魏に降ったため、親族の多くは西魏で処刑された。ただ弟の韋道諧のみが生き残って東魏に入国した。子粲が顕位に上った後、子粲は道諧と別居し、弟に所得がなくとも援助しなかったため、肉親の恩愛を忘れた人物として非難された。

## 伝記資料
- 『北斉書』巻27 列伝第19
- 『北史』巻26 列伝第14